# Norman's Cay
Norman's Cay é uma ilha localizada nas Bahamas, ao sul do estado norte-americano da Flórida, notável por ter funcionado como entreposto do tráfico de drogas para os Estados Unidos. Após o declínio do tráfico, pouco sobrou dos tempos em que a droga comandava a ilha, além dos buracos de bala nas paredes de construções ao sul. A pista de pouso dos pequenos aviões, entretanto, continua lá até hoje.
Algumas pessoas relatam sentir uma espécie de "sentimento maligno" pairando no ambiente, talvez por terem conhecimento da quantidade de atrocidades cometidas pelos traficantes durante o tempo em que por lá passaram.